# Ain’t It Funny (Murder Remix)
Az Ain't It Funny (Murder Remix), Jennifer Lopez második kislemeze remixalbumáról a J to tha L-O!: The Remixesről mely az Ain't It Funny remixváltozata a második albumáról a J.Loról. A dalban közösen énekel Ja Ruleval és Caddillac-kel.

## Változatok
kislemez
1. Ain't It Funny (Murder Remix featuring Ja Rule and Caddillac Tah)
2. Play (Artful Dodger Main Mix)
3. Feelin’ So Good (HQ2 Club Mix)
4. Ain't It Funny (Murder Remix ft. Ja Rule & Caddillac Tah) (videóklip)

12" MAXI kislemez
1. Ain't It Funny (Murder Remix featuring Ja Rule and Caddillac Tah)
2. Ain't It Funny (Murder Remix featuring Ja Rule and Caddillac Tah) (Instrumental)
3. Waiting for Tonight (Hex Hector Vocal Club Extended/Hex's Momentous Club Mix)

## Helyezések
| Országok                             | Csúcspozíció |
| ------------------------------------ | ------------ |
| Ausztrál kislemezlista               | 9            |
| Osztrák kislemezlista                | 42           |
| Belga kislemezlista (Flandria)       | 16           |
| Belga kislemezlista (Vallónia)       | 24           |
| Kanadai kislemezlista                | 12           |
| Dán kislemezlista                    | 19           |
| Holland kislemezlista                | 10           |
| Európai Hot 100 kislemezlista        | 13           |
| Francia kislemezlista                | 34           |
| Német kislemezlista                  | 18           |
| Magyar (Mahasz) kislemezlista        | 14           |
| Ír kislemezlista                     | 8            |
| Új-Zélandi kislemezlista             | 34           |
| Svájci kislemezlista                 | 7            |
| Brit kislemezlista                   | 4            |
| U.S. Billboard Hot 100               | 1            |
| U.S. Billboard Hot R&B/Hip-Hop Songs | 4            |
| U.S. Billboard Hot Dance Club Play   | 8            |

### Minősítések
| Ország     | Tanusitó | Minősítés | Értékesítés |
| ---------- | -------- | --------- | ----------- |
| Ausztrália | ARIA     | Arany     | 35,000      |

## Fordítás
Ez a szócikk részben vagy egészben  az   Ain't It Funny (Murder Remix) című angol Wikipédia-szócikk fordításán alapul.  Az eredeti cikk szerkesztőit annak laptörténete sorolja fel. Ez a jelzés csupán a megfogalmazás eredetét és a szerzői jogokat jelzi, nem szolgál a cikkben szereplő információk forrásmegjelöléseként.